# Dennis Swinnen
Dennis Swinnen (* 7. August 1993 in Lier, Belgien) ist ein deutsch-belgischer Eishockeyspieler, der seit 2021 beim Herner EV in der drittklassigen deutschen Oberliga Nord unter Vertrag steht.

## Karriere
Dennis Swinnen, der in Belgien geboren wurde, aber auch die deutsche Staatsbürgerschaft besitzt, spielte zunächst für die U16-Mannschaft des Kölner EC in der Schüler-Bundesliga. 2008 wechselte er in die DNL-Mannschaft der Kölner, wo er die nächsten Jahre spielte. Sowohl als Schüler als auch im DNL-Team der Kölner wurde er in dieser Zeit jeweils zum wertvollsten Spieler der Saison gewählt. Während der Spielzeit 2011/12 wechselte er rheinabwärts zum Krefelder EV. Wurde er auch dort zunächst überwiegend in der DNL eingesetzt, so konnte er sich in der Folgesaison im Oberliga-Team der Krefelder etablieren. 2013 wechselte er zum Oberliga-Aufsteiger Grefrather EG, wo er aber nur eine Saison spielte. Da er für die Saison 2014/15 kein Förderlizenzvertrag von den Krefelder Pinguinen erhielt,
verließ er anschließend erstmals in seiner Spielerkarriere das Rheinland und heuerte im Sommer 2014 bei den Lausitzer Füchsen in Weißwasser an, bei denen er einen Zweijahresvertrag unterschrieb. Kam er in seiner ersten Saison beim sächsischen Traditionsverein auf wenig Eiszeit und drei Tore, konnte er sich im folgenden Jahr weiterentwickeln und erzielte in der Saison 2015/16 schon zwölf Treffer. So lief er auch in der folgenden Saison für Weißwasser aufs Eis und war von Saisonbeginn an einer der Leistungsträger seiner Mannschaft. Am Ende der Hauptrunde war Swinnen mit 52 Punkten und 28 Toren sowohl bester Scorer als auch Torschützenkönig seines Teams, erreichte mit selbigem die direkte Playoffs-Qualifikation und landete mit diesem Wert auch im Torschützenranking der Liga auf Platz 3. Damit erfüllte sich ein Traum des Belgiers nach einem Engagement in der höchsten deutschen Eishockeyliga DEL und er wechselte für die folgende Spielzeit zum DEL-Team ERC Ingolstadt. Sein DEL-Debüt gab er am 22. September 2017 beim Spiel des ERC in Schwenningen. Insgesamt lief er in dieser Saison in 43 Spielen für die Oberbayern auf das Eis, konnte sich jedoch nur am 14. Januar 2018 im Spiel gegen die Düsseldorfer EG als Torschütze auszeichnen. Bereits nach einer Spielzeit verließ er Ingolstadt wieder und kehrte in die DEL2 zurück, wo er bis zum Ende der Saison 2019/20 für die Bietigheim Steelers auf dem Eis stand. Aufgrund von Verletzungen konnte er dort sein ganzes Potential nicht entfalten. Im Juni 2020 wurde er von den Dresdner Eislöwen verpflichtet und stand dort bis zum Ende der Saison 2020/21 unter Vertrag. Anschließend wechselte er zum Herner EV in die drittklassige Oberliga Nord.

### International
Für Belgien nahm Swinnen im Juniorenbereich an der U-20-Weltmeisterschaft 2013 in der Division II teil.
Mit der Herren-Nationalmannschaft spielte Swinnen bei den Weltmeisterschaften der Division II 2012 und 2014, wobei 2012 der Aufstieg von der B- in die A-Gruppe der Division II gelang.

## Erfolge und Auszeichnungen
- 2012 mit Belgien Aufstieg in die Division II, Gruppe A, bei der Weltmeisterschaft der Division II, Gruppe B